# Monts Hoel
Les monts Hoel sont un massif de montagnes de l'Antarctique en Terre de la Reine-Maud, dont font partie les monts Weyprecht et Payer.

## Histoire
Les monts Hoel ont été photographiés lors de la troisième expédition Antarctique allemande (1938-1939) d'Alfred Ritscher puis cartographiés à partir de photographies prises pendant la sixième expédition Antarctique norvégienne (1956-1960) et nommés en hommage au géologue Adolf Hoel.